# Hülsenbusch (Gummersbach)
Hülsenbusch ist ein Ortsteil von Gummersbach im Oberbergischen Kreis im südlichen Nordrhein-Westfalen. Er gewann im Jahre 1987 den Bundeswettbewerb „Unser Dorf soll schöner werden“ und erlangte im September 2018 im 26. Landeswettbewerb Nordrhein-Westfalen die Silbermedaille.

## Geographie
Hülsenbusch liegt rund sieben Kilometer westlich der Stadtmitte Gummersbachs. Der Ort erstreckt sich über dem linken Ufer der Gelpe, einem linken Nebenfluss der Leppe, am Westhang der Gummershardt (437 m ü. NN).

## Geschichte
1542 fand der Ort erstmals urkundliche Erwähnung, als ein Hupert op dem Huylseberge in der Türkensteuerliste aufgeführt wurde.
Das Kirchdorf Hülsenbusch gehörte bis 1806 zur Reichsherrschaft Gimborn-Neustadt.
In Hülsenbusch befand sich das Rathaus der Gemeinde Gimborn und der Bürgermeisterei Gimborn, zu der Hülsenbusch gehörte. Am 1. Januar 1975 wurde die Gemeinde bedingt durch die kommunale Neugliederung in die Stadt Gummersbach eingegliedert.

## Kultur

### Schulen
- Gemeinschaftsgrundschule Hülsenbusch[5]

### Sehenswürdigkeiten
- Die evangelische Kirche wurde im 18. Jahrhundert nach einem Ortsbrand wieder aufgebaut und barock ausgestattet. Sie wird von hohen Linden, einer Bruchsteinmauer und historischen bergischen Häusern umsäumt.
- Das im 18. Jahrhundert errichtete Hospitalgebäude ist ein dreiflügeliger eingeschossiger Nachfolgebau des gleichfalls durch Brand zerstörten „Schwarzenbergischen Hospitals für Katholiken“ von 1633, welches aus einem sechsteiligen Gebäudekomplex bestand. Das Hospital beherbergte bis zu Beginn des 19. Jahrhunderts ein Altenheim und dient heute verschiedenen privaten bzw. geschäftlichen Interessen.
- Am oberen Drittel der Obergelpestraße erhoben sich bis 29. Januar 2014 zwei etwa 28 Meter hohe Mammutbäume, die dort um 1874 von einem botanisch interessierten Anwohner gepflanzt wurden. Die Bäume befinden sich einem Gutachten zufolge in schlechtem Zustand und müssen gefällt werden. Ein Baum wurde Anfang 2014 entfernt. Der zweite soll zunächst erhalten werden.[6] Es wurde beantragt, ihn als Naturdenkmal auszuweisen und unter Schutz zu stellen.[7]

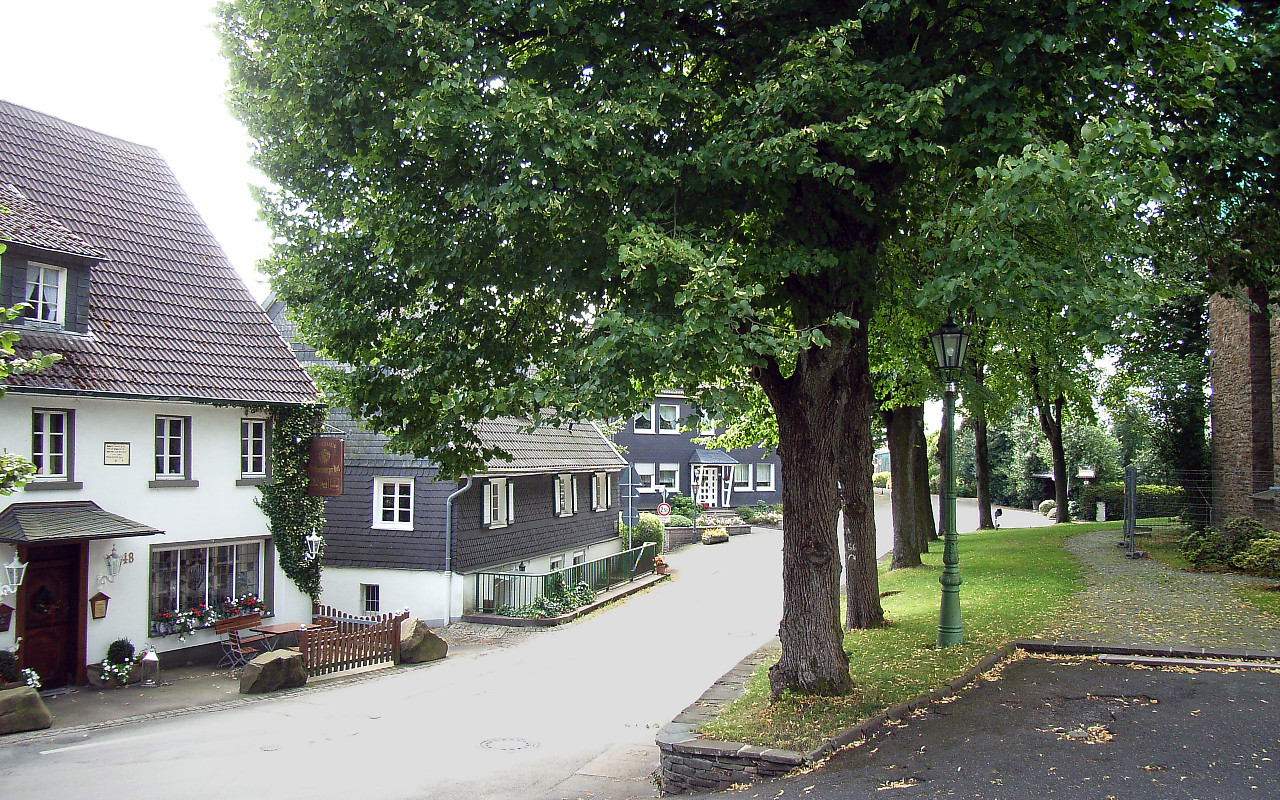
Schwarzenberger Straße
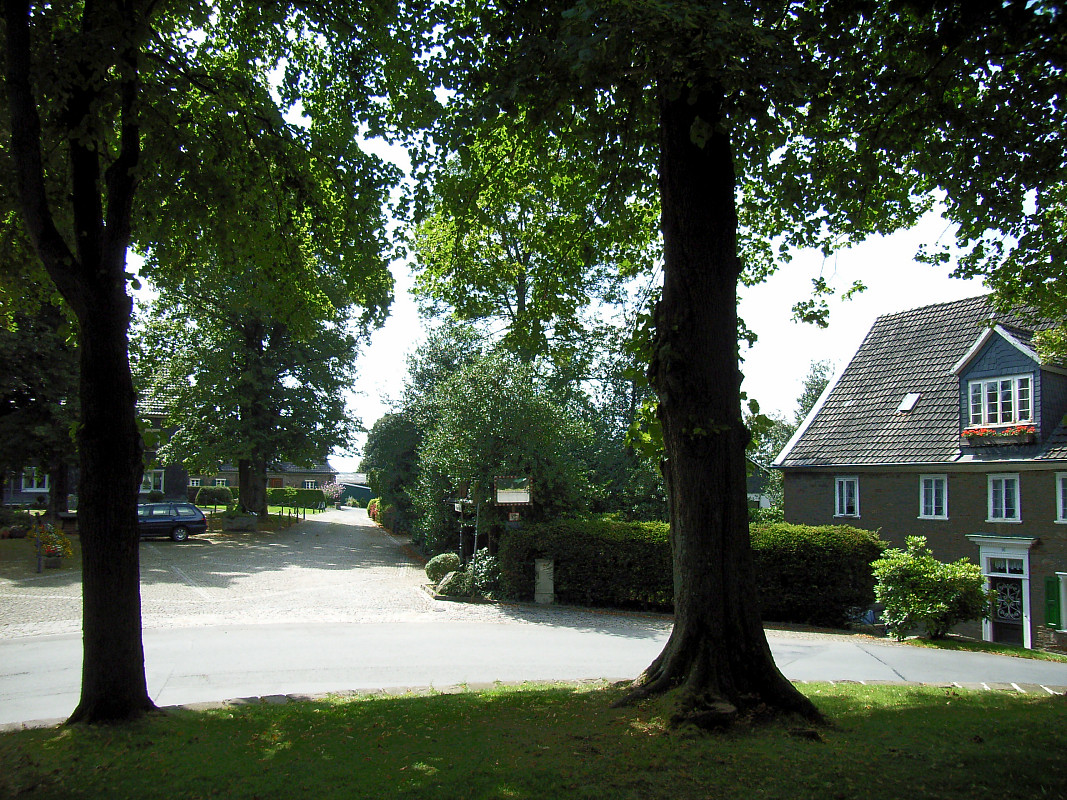
Otto-Gebühr-Platz
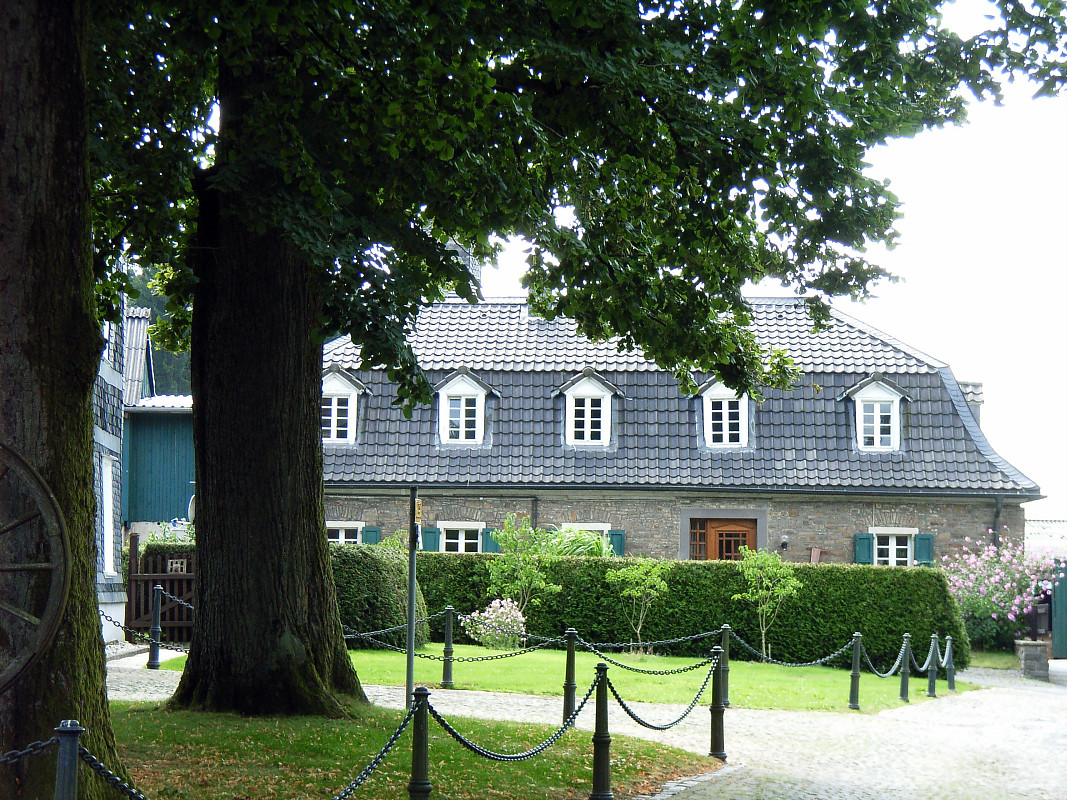
Schwarzenbergisches Hospital
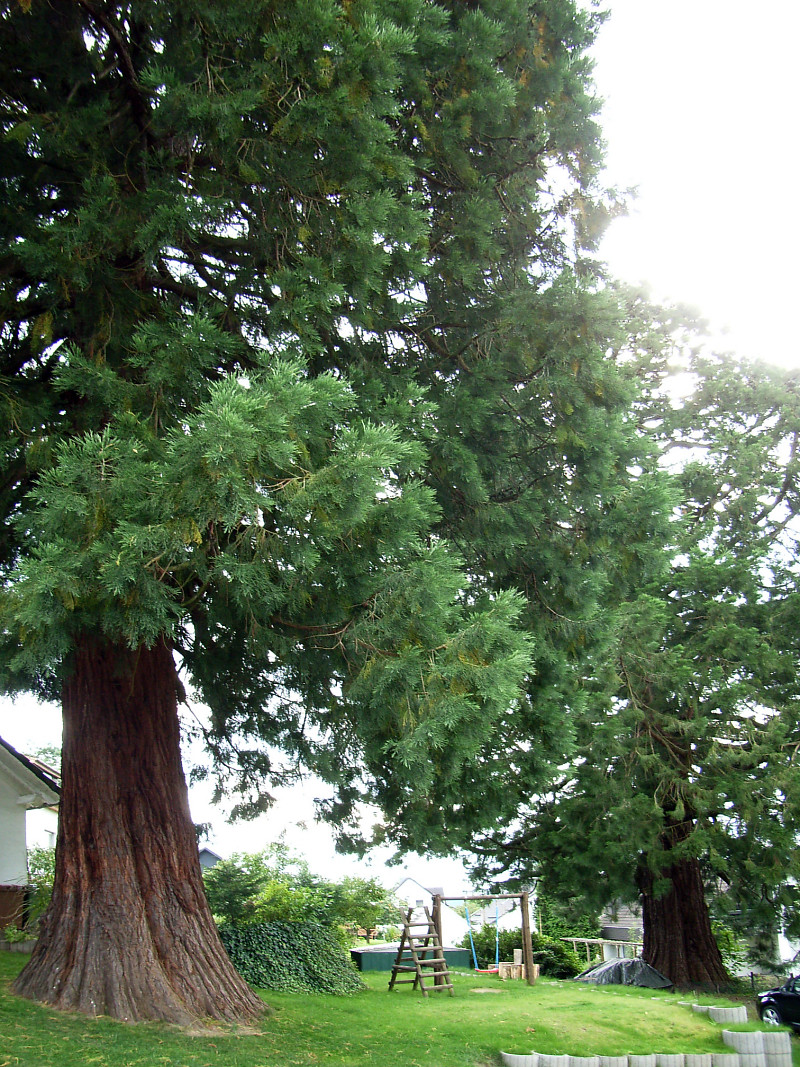
Mammutbäume
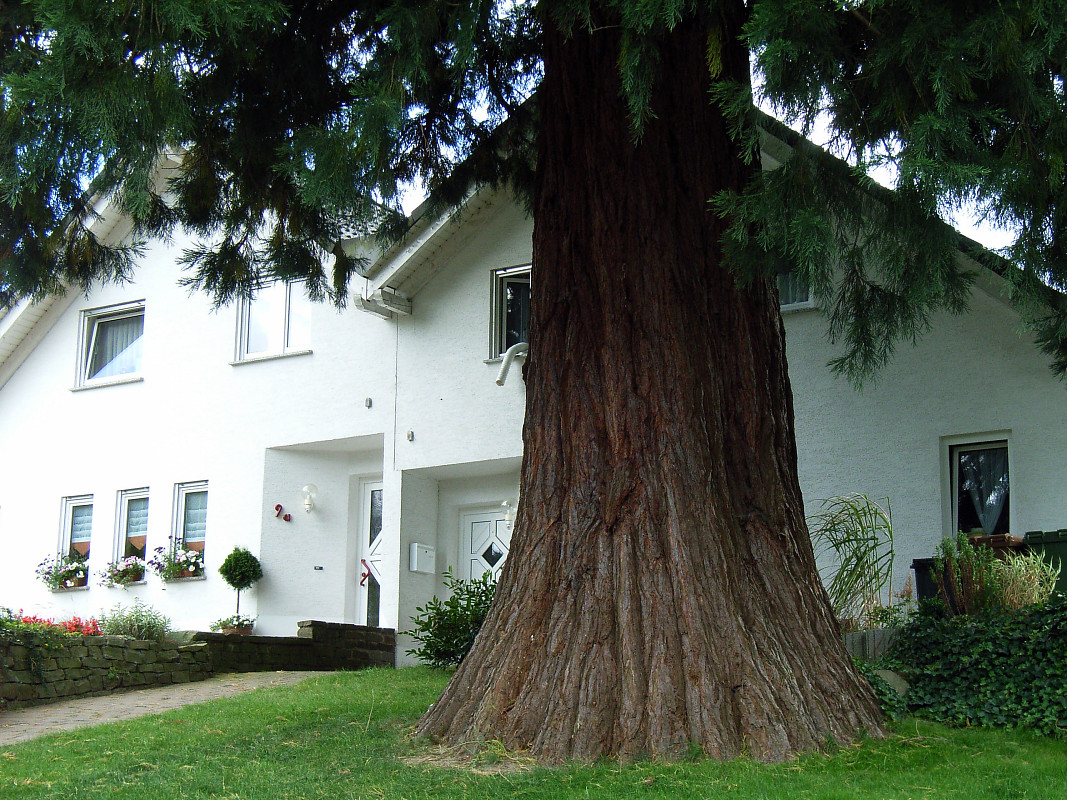
Mammutbaum (Basis)

### Kirchliche Einrichtungen
- Ev. Kirche Hülsenbusch
- CVJM Hülsenbusch-Berghausen e. V.

### Vereinswesen
- Schützengesellschaft Hubertus Hülsenbusch 1951 e. V.
- TV Hülsenbusch (gegründet 1906)
- Freiwillige Feuerwehr Hülsenbusch (gegründet 1908)
- CVJM Hülsenbusch-Berghausen e. V.
- Dorfgemeinschaft Hülsenbusch e. V. (seit über 30 Jahren bestehend, im rechtssicheren Rahmen gegründet 2017)
- ehrenamtlich und in genossenschaftlicher Organisationsform betriebene Dorfkneipe
- Marktteam, das seit Frühjahr 2017 dienstags einen Wochenmarkt im Ortskern organisiert
- Genossenschaft Ärztehaus Hülsenbusch eG (gegründet 2018)

### Wandern und Radwege
Ab dem Wanderparkplatz Hülsenbusch bietet der SGV den Wanderweg A5 (4,8 km) an.

## Persönlichkeiten
- in Hülsenbusch geboren: Robert Dißmann (1878–1926), Gewerkschaftsfunktionär, Reichstagsmitglied und Mitbegründer der USPD
- in Hülsenbusch aufgewachsen: Otto Gebühr (* 1877 in Essen-Kettwig; † 1954), Schauspieler